# Näbbsko

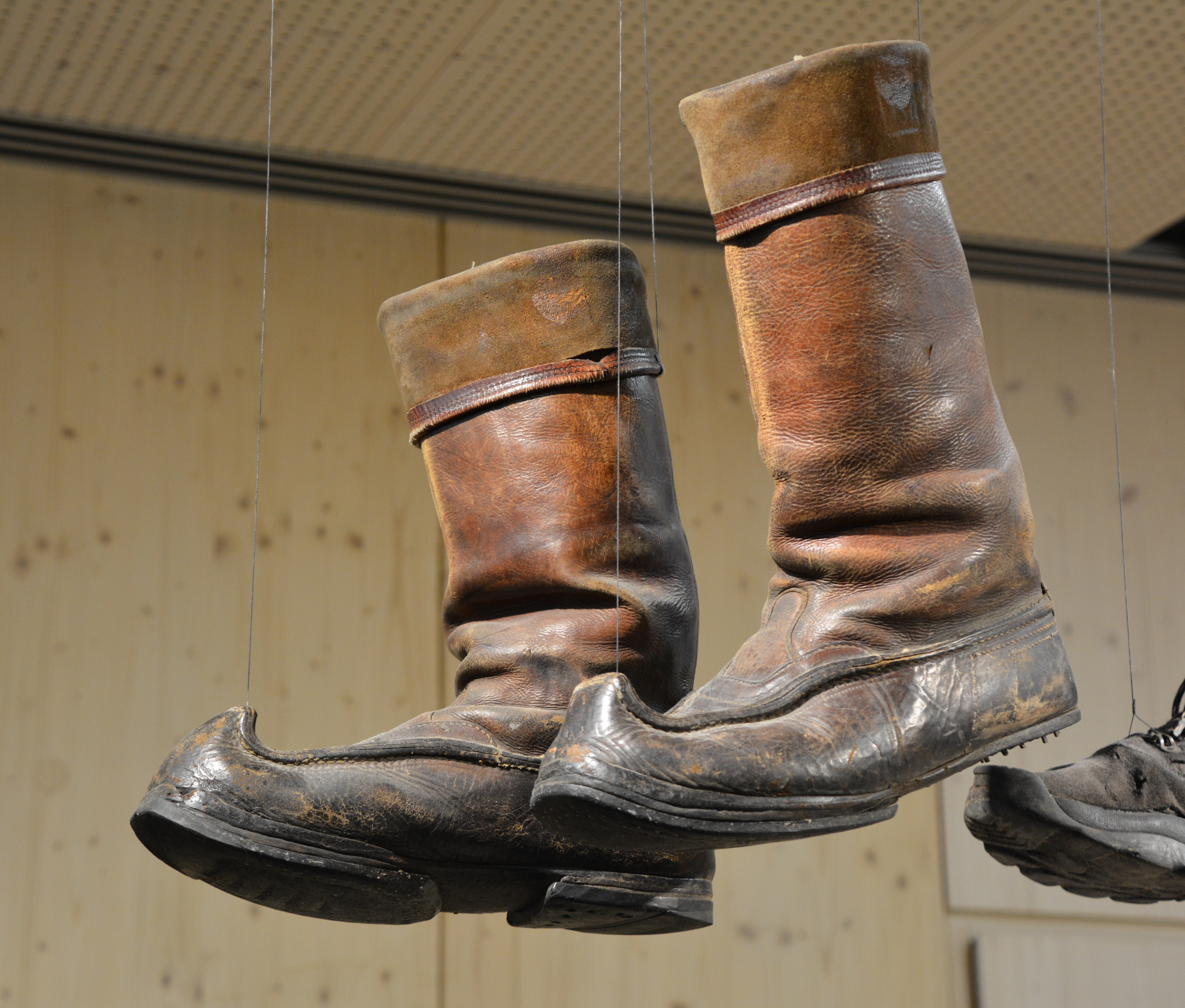
Näbbskor

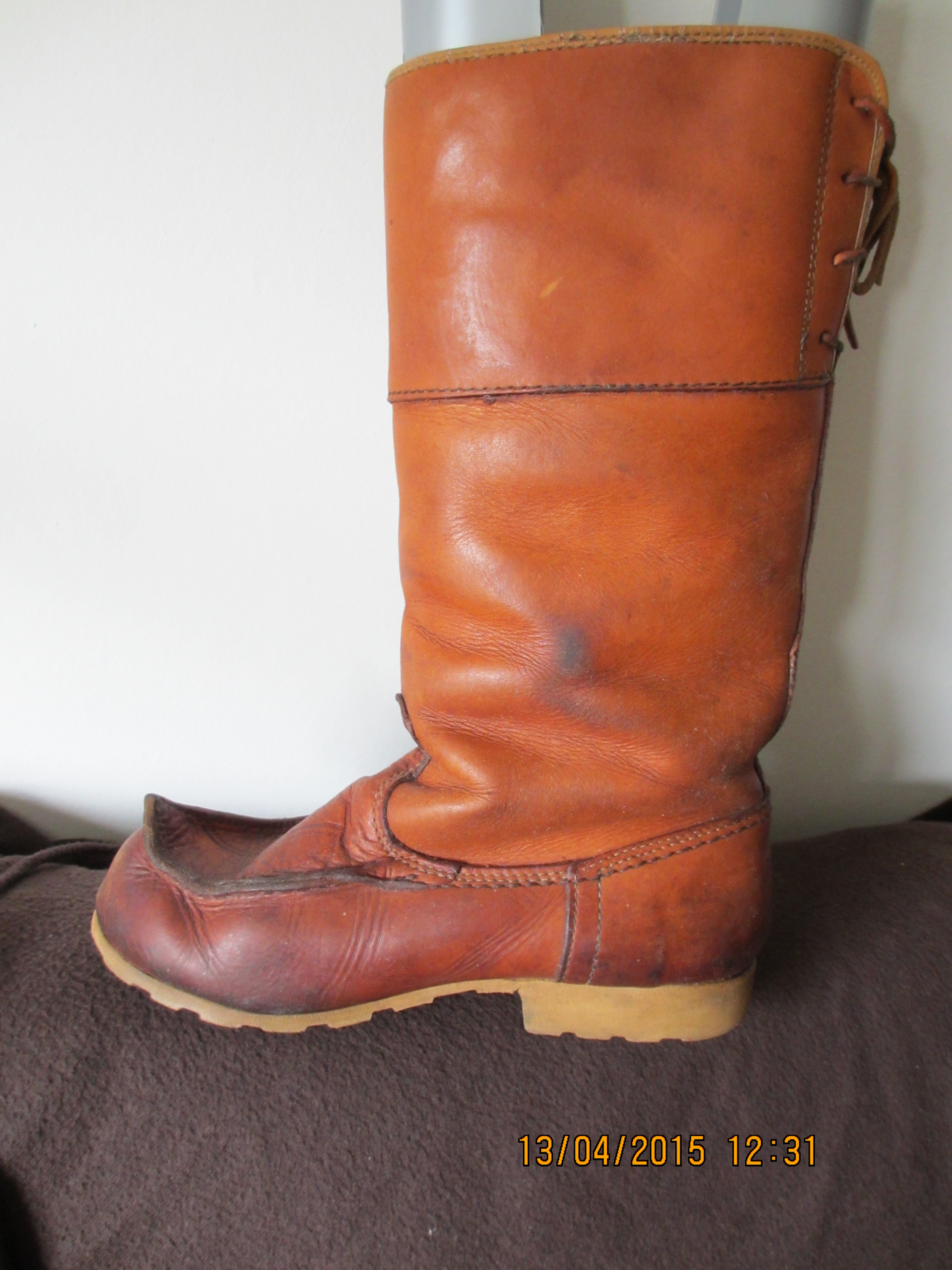
Näbbstövel.

Näbbskor, ibland lappskor (numera avrått som känsligt, se lapp), är skor som användes främst av skidåkare och är konstruerade för att hålla fast skidorna vid skorna. En näbbsko har ovanlädret uppåtvikt i en "näbb" vid tån som sticks in i en på skidan fastgjord tåremsögla av läder.
Näbbstövlar är en stövelmodell för vinterbruk baserad på de traditionella samiska bällingskorna. I likhet med dessa går ovanlädret upp i en "näbb" vid tån. Näbbstövlar tillverkas vanligen av ofärgat renskinn och har en kraftig beige gummisula. Skaftet går till strax nedanför knäet. Stövlarna brukar ha en dekorativ snörning längst upp på baksidan och vara fodrade.
Näbbstövlar var på modet på 1970-talet och särskilt populära inom den politiska vänstern
Vid vinter-OS i Chamonix 1924 använde de svenska skidåkarna näbbskor. De norska skidåkarna körde på korta skidor med en ny typ av bindningar som höll foten på plats och tillät svängar. Svenskarna hade visserligen korta skidor men lösa läderbindningar utan tåjärn och näbbskor av filt med tunn sula i stället för tjocka läderkängor. Med den utrustningen var de chanslösa.